# Ryback
Ryback Allen Reeves (wcześniej Ryan Reeves; ur. 10 listopada 1981 w Las Vegas) – amerykański wrestler, bardziej znany spod pseudonimów ringowych jako Skip Sheffield i Ryback. Jednokrotny posiadacz mistrzostwa interkontynentalnego federacji WWE (2015).

## Kariera
Mając 12 lat rozpoczął treningi w podnoszeniu ciężarów. W wieku 13 lat pojawił się podczas jednego z show produkowanego przez World Wrestling Federation (WWF) jako gościnny dzwonnik (ang. bell-ringer – osoba uderzająca w gong na początku i na końcu walki). Uczęszczał do Western High School i Palo Verde High School gdzie grywał w baseball i high school football. Następnie studiował na University of Nevada gdzie był uczestnikiem programu zarządzania fitnessem.

### World Wrestling Entertainment (2004 – 2016)

#### Początki w WWE (2004 – 2010)
W 2004 wziął udział wraz z 49 innymi uczestnikami w programie produkowanym przez WWE o nazwie $1,000,000 Tough Enough (4. sezon programu Tough Enough), którego celem było wyłonienie nowej gwiazdy wrestlingu oraz zakontraktowanie jej w federacji WWE. Podczas pierwszego tygodnia rywalizacji w Tough Enough Reeves zachorował na zapalenie oskrzeli oraz doznał urazu żebra – znalazł się jednak w finałowej ósemce uczestników, ale nie wygrał programu.
W 2005 otrzymał kontrakt rozwojowy od WWE i rozpoczął treningi w Deep South Wrestling (DSW), a następnie Ohio Valley Wrestling (OVW). W lipcu 2006 został zawieszony za naruszenie polityki zdrowotnej WWE o nazwie WWE Wellness Program za negatywne testy na obecność sterydów. Reeves przyznał później, że nadużywał suplementów mających na celu zwiększenie masy mięśniowej. W październiku 2008 powrócił po przerwie do wrestlingu wygrywając OVW Heavyweight Championship. Następnie od końca 2008 do 2010 występował we Florida Championship Wrestling (FCW) jako Ryback i jako Skip Sheffield.

#### NXT, The Nexus oraz dalsze występy w WWE (2010 – 2013)
W dniu 16 lutego 2010 Sheffield został ogłoszony jednym z ośmiu wrestlerów federacji rozwojowej FCW, którzy pojawią się w nowym programie WWE o nazwie NXT, którego celem było wyłonienie nowej gwiazdy WWE i zakontraktowanie jej w głównych programach WWE (Raw i SmackDown) – jego mentorem w NXT został MVP. Pierwszy sezon NXT ukończył na 6. miejscu. W dniu 7 czerwca 2010 Sheffield oraz siedmiu pozostałych uczestników pierwszego sezonu NXT interweniowało w walce Johna Ceny z CM Punkiem, gdzie cała ósemka zaatakowała obu wrestlerów, komentatorów, oraz obsługę gali, a także zdemolowała ring. Grupa byłych zawodników z NXT przyjęła dla siebie nową nazwę – The Nexus i rozpoczęła feud z Ceną, a także atakowała innych wrestlerów WWE w następnych tygodniach. W sierpniu 2010 Sheffield doznał kontuzji kostki, która doprowadziła do trzech operacji oraz wyeliminowania go z występów na ponad rok – do treningów powrócił dopiero w grudniu 2011.
Do telewizji powrócił w dniu 6 kwietnia 2012 w jednym z odcinków Smackdown w nowym gimmicku jako Ryback – wtedy też rozpoczął swoją serię zwycięstw dopingowaną hasłem Feed Me More, która została zakończona na gali Hell in a Cell w październiku 2012 gdzie został pokonany przez CM Punka podczas walki o tytuł WWE Championship. Pod koniec listopada 2012 rozpoczął rywalizację z The Shield zakończoną na gali Elimination Chamber w lutym 2013. Kolejną rywalizację rozpoczął z Markiem Henrym, którego kulminacją była walka na WrestleManii 29, gdzie Ryback przegrał pojedynek. Po WrestleManii 29 przystąpił do rywalizacji z Johnem Ceną. Feud z Ceną został zakończony w czerwcu 2013 podczas gali Payback, gdzie wynikiem 2–1 Ryback przegrał starcie w 3 Stages of Hell matchu. W kolejnych tygodniach prowadził feud z Chrisem Jericho, a także dodano mu gimmick zawodnika uprawiającego bullying na słabszych wrestlerach oraz pracownikach zaplecza WWE.

#### RybAxel, Intercontinental Champion i końcowe występy w WWE (2013 – 2016)
Od września 2013 prowadził rywalizację z CM Punkiem – wtedy też jego menedżerem został Paul Heyman. Pod koniec listopada 2013 zawiązał tag team z Curtisem Axelem, który również prowadzony był przez Heymana. Drużyna ta przybrała miano RybAxel. W grudniu 2013 podczas gali TLC: Tables, Ladders & Chairs RybAxel zmierzyli się z Codym Rhodesem i Goldustem w walce fatal four-way elimination match o tytuły WWE Tag Team Championship, jednak ich nie zdobyli. Następnie podczas pre-show gali WrestleMania XXX w kwietniu 2014 RybAxel ponownie stanęli do walki o tytuły tag teamowe jednak i tutaj przegrali z drużyną The Usos ponownie w fatal four-way elimination matchu. W lipcu zarówno Ryback, jak i Curtis Axel uczestniczyli w 19-osobowym battle royal matchu na gali Battleground o zwakowany tytuł WWE Intercontinental Championship, jednak żadnemu z nich nie udało się zdobyć mistrzostwa. W sierpniu 2014 Ryback przeszedł operację przepukliny rozworu przełykowego, która wyeliminowała go z występów na dwa miesiące.
Powrócił pod koniec października 2014 w poprzednim gimmicku Feed Me More odgrywając rolę protagonisty – zakończył również tag team z Axelem. Na początku listopada 2014 dołączył do stajni The Authority po tym jak zaatakował Johna Cenę, jednak tydzień później został dołączony do Teamu Ceny w 5-on-5 elimination matchu na gali Survivor Series (2014), gdzie drużyna Johna Ceny odniosła zwycięstwo. Na gali WrestleMania 31 wystąpił w walce André the Giant Memorial Battle Royal, jednak nie wygrał starcia zostając wyeliminowanym przez Big Showa.
W maju 2015 sięgnął po zwakowany tytuł WWE Intercontinental Championship pokonując w Elimination Chamber matchu Sheamusa, Dolpha Zigglera, Marka Henry’ego, R-Trutha i Kinga Barretta. W następnych miesiącach prowadził rywalizację z Big Showem i The Mizem, zakończony pod koniec sierpnia 2015. Mistrzostwo interkontynentalne stracił na gali Night of Champions (2015) gdzie został pokonany przez Kevina Owensa, który zakończył panowanie Rybacka jako mistrza po 112 dniach utrzymywania tytułu. Od listopada 2015 prowadził różne rywalizacje.
Na początku stycznia 2016 wystąpił w nowym gimmicku – zaprzestał występów w trykocie, a zamiast niego rozpoczął występy w czarnych szortach. Początkowo prowadził feud z The Wyatt Family u boku Kane’a i Big Showa, jednak po gali Fastlane (2016) stał się ponownie antagonistą po raz pierwszy od 2014 roku. Od marca 2016 rywalizował z Kalisto o tytuł WWE United States Championship, jednak nigdy nie sięgnął po ten pas. Gala Payback (2016) była jego ostatnim występem telewizyjnym w WWE. Na początku sierpnia 2016 Reeves ogłosił na swoim profilu Instagram, że jego przygoda w WWE dobiegła końca. Trzy dni po udostępnieniu wpisu WWE potwierdziło zwolnienie Rybacka.

### Dalsza kariera w wrestlingu (2016 – 2021) oraz własne przedsięwzięcia
Tuż po odejściu z WWE, Reeves ogłosił na swoim koncie w serwisie Instagram, że rozpocznie występy na scenie niezależnej, jednakże w sierpniu 2018 zawiesił karierę wrestlera. W styczniu 2021 udostępnił post na Twitterze sugerujący jego przyszłe występy dla All Elite Wrestling (AEW). Niedługo potem wstawił kolejny post z wideo, na którym wystąpił naprzeciwko automatów do gier, po raz kolejny sugerując swój występ w federacji AEW w walce Casino Battle Royale na gali Double or Nothing (2021), jednak pomimo udostępnionych wpisów nie pojawił się w federacji All Elite Wrestling.
Reeves prowadzi również swój sklep internetowy z odżywkami białkowymi dla sportowców i własną odzieżą markową o nazwie Feed Me More (FMM).

### CharakterystykagimmickuRybacka
Gimmick Rybacka został opisany jako „połączenie Goldberga spotykającego The Ultimate Warriora i ubranego w trykot Roba Van Dama”. Szczególnie przypisywano mu wiele podobieństw zarówno w wyglądzie jak i zachowaniu w ringu do Billa Goldberga czym otrzymał od publiczności pseudonim-zbitkę wyrazową Ryberg.

### Inne media
Postać Rybacka pojawiła się w kilku grach komputerowych: WWE ’13, WWE 2K14, WWE 2K15 oraz WWE 2K16.

### Tytuły i osiągnięcia
- Heroes and Legends Wrestling

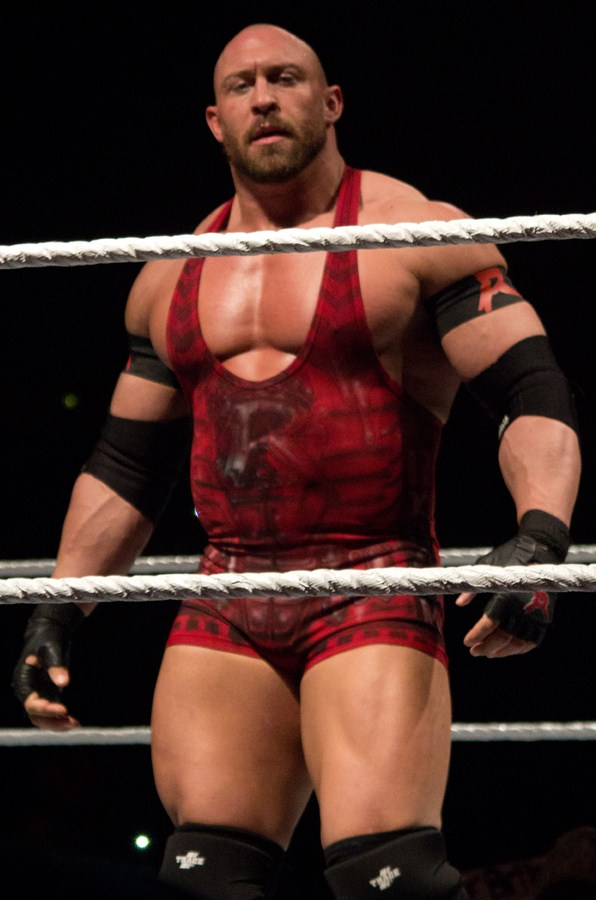
Ryback w trykocie w styczniu 2013.

  - HLW Heavyweight Championship (1 raz)
- Ohio Valley Wrestling
  - OVW Heavyweight Championship (1 raz)
- Pro Wrestling Illustrated
  - Feud roku (Feud of the Year; 2010; The Nexus vs. WWE)
  - Najbardziej znienawidzony zawodnik roku, najlepszy heel (Most Hated Wrestler of the Year; 2010; jako część stajni The Nexus)
  - Największy progres roku (Most Improved Wrestler of the Year; 2012)
  - Sklasyfikowany na 13. pozycji wśród 500 najlepszych wrestlerów w zestawieniu PWI 500 w 2013.
  - Sklasyfikowany na 29. pozycji wśród 500 najlepszych wrestlerów w zestawieniu PWI 500 w 2015[26].
- Rock And Roll Wrestling
  - RRW World Championship (1 raz)
- Rolling Stone
  - Most Improved Promos (2015)
- World Wrestling Entertainment/WWE
  - WWE Intercontinental Championship (1 raz)
  - Slammy Awards (5 razy)
    - Okrzyki publiczności roku (Crowd Chant of the Year; 2012 – Feed Me More!)
    - Walka roku (Match of the Year; 2014 – Team Cena vs. Team Authority na gali Survivor Series)
    - Nowa osobistość roku (Newcomer of the Year; 2012)
    - Szokujące wydarzenie roku (Shocker of the Year; 2010 – Debiut stajni The Nexus)
    - Aktualne trendy (Trending Now; 2012 – #FeedMeMore)
- WrestlePro
  - WrestlePro Tag Team Championship (1 raz) – z Patem Buck’iem
- Wrestling Observer Newsletter
  - Najbardziej przeceniany wrestler (Most Overrated; 2012)